# 黄官镇
黄官镇，是中华人民共和国陕西省汉中市南郑区下辖的一个乡镇级行政单位。2011年，汉中市人民政府向陕西省人民政府申请，将塘口乡、魏家桥乡的店子、云河、梨树、干沟、纸房5个村，划入黄官镇。驻地黄官街。

## 行政区划
黄官镇下辖以下地区：
黄官社区、岭镇村、河坝村、青龙村、武营村、定金村、宝鼎村、水井村、朝阳村、庙坝村、桂花村、五丰村、长岭村、潮水村、庄子村、李家咀村、高石坎村、观音沟村、何家沟村、店子村、寨坡村、火地沟村、武家沟村、杉树湾村、张家湾村、新田村、曹家坡村、安子坝村、大坪村、龙池村和云河村。